# Club de Roma
El Club de Roma (en inglés: Club of Rome) es un laboratorio de ideas fundado en Roma, en el año 1968. Reúne a un centenar de científicos, economistas, expolíticos e industriales de 52 países preocupados por problemas complejos a los que se enfrenta el mundo.

## Historia
En abril de 1968 se reunió en Roma un grupo pequeño de científicos, políticos, que provenían de países distintos, invitados por el italiano Aurelio Peccei y el escocés Alexander King, para hablar de los cambios que se estaban produciendo en el planeta como consecuencia de acciones humanas. Dos años más tarde, el club de Roma se constituyó bajo legislación suiza.
El Club de Roma encargó el informe Los límites al crecimiento (The Limits to Growth) encargado al MIT y publicado en 1972, poco antes de la primera crisis del petróleo y que ha tenido varias actualizaciones. La autora principal de dicho informe, en el que colaboraron 17 profesionales, fue Donella Meadows, biofísica y científica ambiental, especializada en dinámica de sistemas. Tras la publicación de este informe, se desató el inicio de un movimiento que sería conocido como ecología política y otras corrientes político-filosóficas derivadas tales como el ecofeminismo o el ambientalismo.[cita requerida]
En 2019, el Club de Roma emitió un comunicado oficial en apoyo a Greta Thunberg y las huelgas escolares por el clima. En el comunicado urgió al mundo a responder a esta llamada a la acción y reducir las emisiones de dióxido de carbono.
Para 2022, el Club de Roma cuenta entre sus filas con un centenar de miembros de 52 países, y ha publicado 45 informes.

## Objetivos
El Club de Roma publica regularmente diversos proyectos e informes de temas de interés como:
- Deterioro del medio ambiente físico
- Crisis de las instituciones
- Burocratización
- Enajenación de la juventud
- Violencia
- Educación inadecuada
- Brecha creciente entre países pobres e industrializados
- Crecimiento urbano incontrolado
- Inseguridad en el empleo
- Satisfacción decreciente obtenida en el trabajo
- Impugnación de los valores de la sociedad
- Indiferencia ante la ley y el orden
- Inflación y disrupción monetaria

## Crítica
Algunos consideran el Club de Roma como una de las instituciones paradigmáticas del neomaltusianismo, ya que desde la Segunda Guerra Mundial —tanto en la época de la explosión demográfica como durante la Guerra Fría y el desarrollo de políticas poblacionales geoestratégicas por Estados Unidos—, se consideraba un problema grave el crecimiento de la población de los países comunistas (URSS y China), de sus satélites y, por tanto, se establecía la necesidad de frenarlo. Gracias a este informe, el club facilitó la visibilidad de los posibles escenarios futuros. Miembros como Dennis Meadows han expresado la necesidad de disminuir la población mundial de manera ordenada y planificada, si no, la escasez de recursos y alimentos lo hará de todos modos.